# Chittaurgarh
Chittaurgarh (hindi: चित्तौड़गढ़) – miasto w północno-zachodnich Indiach, w stanie Radżastan. Około 116 tys. mieszkańców.

## Historia
Miasto-twierdza, zbudowane w VIII w., przez osiem wieków było stolicą hinduskiego księstwa Mewar. Trzykrotnie oblegane przez muzułmańskich władców, m. in przez Akbara, po czym stolicę przeniesiono w roku 1568 do Udajpuru.

## Zabytki
- Twierdza Chittaur z początku VIII w.